# Henri-Ferdinand Lavanchy
Henri-Ferdinand Lavanchy (* 9. Juli 1926 in Reverolle; † 4. Januar 2012 in Cannes) war ein Schweizer Unternehmer aus der Waadt und Gründer der Personalvermittlung Adia (heute Adecco).

## Leben und Wirken
Lavanchy, geboren 1926 in Reverolle, der Sohn des "Dorfkönigs" von Chéserex, arbeitete nach einer Banklehre zunächst im Bankgeschäft und als Verkäufer von Schreibmaschinenfarbbändern. Eine 1957 ausbrechende Grippeepidemie, welche in vielen Unternehmen zu Personalengpässen führte, brachte ihn auf die Idee, die Vermittlung von Ersatzpersonal als Dienstleistung anzubieten. Sein daraufhin gegründetes Bureau d’occupation provisoire temporaire, das 1959 zu Adia Interim wurde, war die erste Personalvermittlungsagentur in Europa.
1986, im Alter von 60 Jahren, verkaufte Lavanchy die Kapitalmehrheit von Adia an eine Gruppe seiner Kaderangestellten und engagierte sich weltweit in umfangreichen Immobiliengeschäften. Unter anderem liess er ob Nyon, bei Bonmont, einen Golfplatz anlegen, der zum Treffpunkt der Spitzen der Westschweizer Wirtschaft und Politik wurde. 2011 schätzte das Magazin Bilanz sein Vermögen auf zwischen 200 und 300 Millionen Franken. Seine Heimat- und Wohngemeinde Chéserex wurde als Sitz von Adia und später Adecco regelmässig als reichste Gemeinde der Schweiz eingestuft.
Im Januar 2012 verstarb Lavanchy in Cannes an einer Lungenerkrankung. Er hinterliess seine Ehefrau Renée Lavanchy-Desamory, mit der er drei Töchter hatte, seine Gefährtin Erika Rilke, und einen Sohn.